# Johann Conrad Schlaun

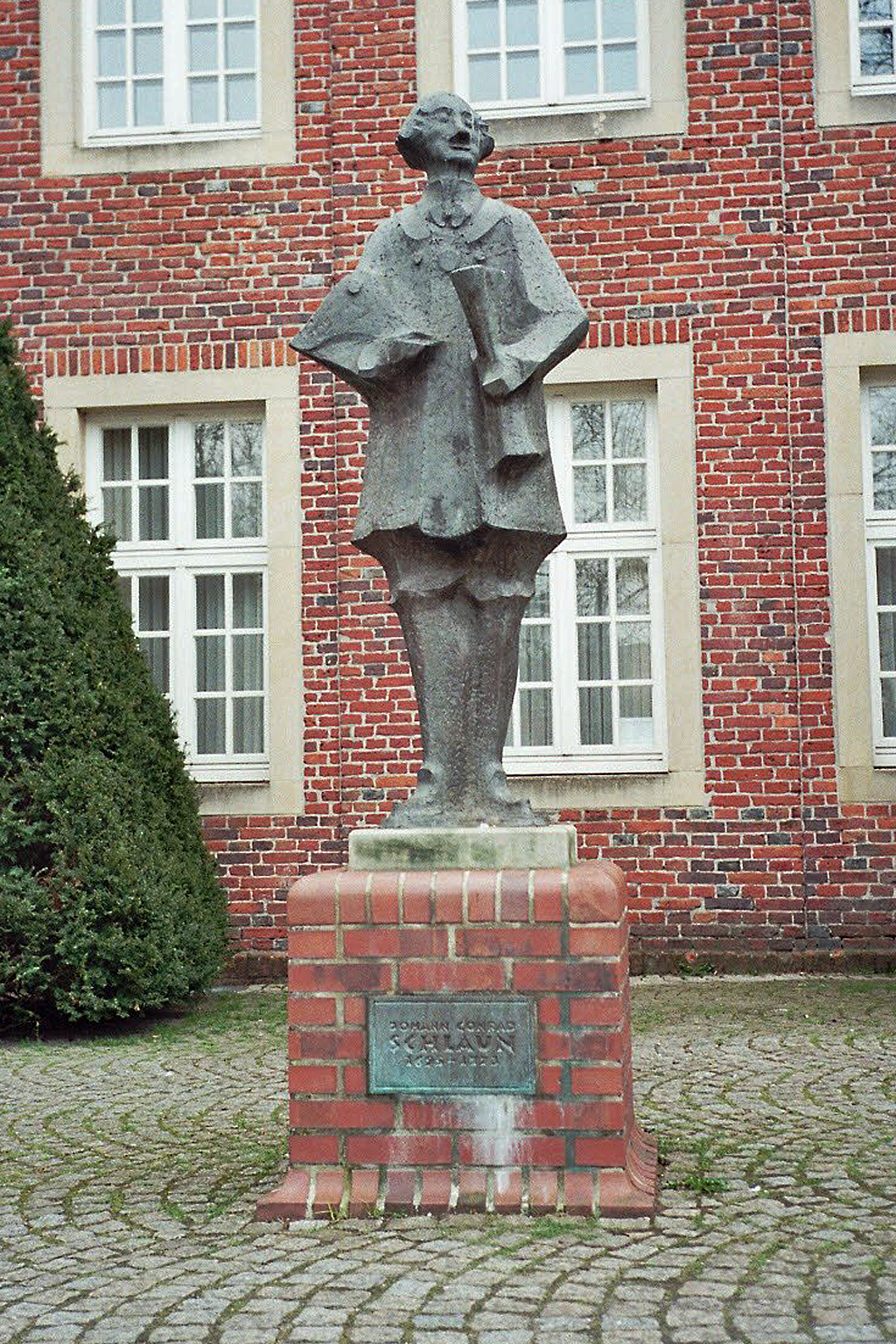
El monumento a Johann Conrad Schlaun en Nottuln

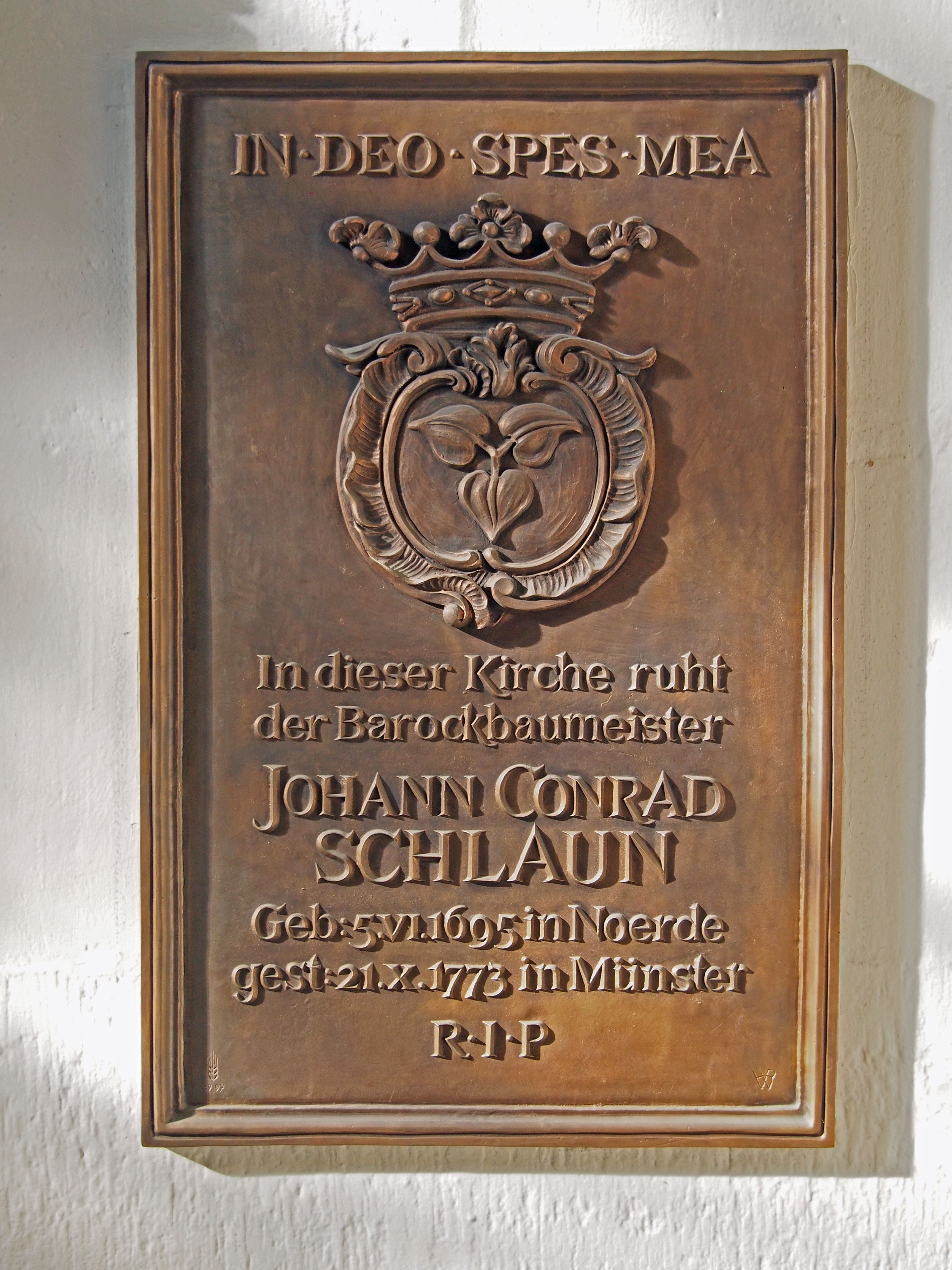
Placa conmemorativa de la tumba de Johann Conrad Schlaun en la iglesia parroquial Liebfrauen-Überwasser en Münster

Johann Conrad Schlaun  (Nörde en el Principado de Paderborn, 5 de junio de 1695 - Münster, 21 de octubre de 1773) fue un constructor, arquitecto y militar alemán, uno de los arquitectos más importantes del barroco alemán.

## Biografía
Johann Conrad Schlaun asistió primero al entonces Progymnasium Marianum  en Warburg y luego al Gymnasium Theodorianum en al misma ciudad. Luego estuvo al servicio del Regimiento de Infantería de Paderborn. Paderborn estaba regido por el elector de Colonia Clemente Augusto de Baviera (r.  1719-1761) , en unión personal con el príncipe obispado de Münster. Schlaun se unió al servicio militar del obispo de Münster. La conexión de una carrera militar con la actividad de arquitecto fue bastante común en la era barroca, como muestra el ejemplo de Johann Balthasar Neumann, con el que trabajó conjuntamente desde 1720.
Entre 1722 y 1742 realizó varios largos viajes de estudio a Italia, Francia y al sur de Alemania. En 1729, Clemente Augusto lo nombró ingeniero de tierras, y en Münster se convirtió en un importante general de artillería. Su característica fisonomía se debería probablemente a una enfermedad crónica cutánea, la rosácea.
Su tierra natal, el principado-obispado de Paderborn, y su hogar adoptivo Münster le deben algunos de sus mejores edificios. La combinación de arenisca con clinker rojo y múltiples ventanas divididas en blanco, que siempre es utilizada por Schlaun, a menudo se conoce como la «Sinfonía de Westfalia» (Westfälische Sinfonie).
Johann Conrad Schlaun vivió hasta su muerte en la casa que diseñó en la Hollenbecker Strasse en Münster, que fue destrída durante la Segunda Guerra Mundial. Está enterrado en la iglesia parroquial Liebfrauen-Überwasser en Münster. La ubicación exacta de su tumba es desconocida.
Su lugar de nacimiento en el distrito de Warburg, Nörde, fue demolido en la década de 1970 sin tener en cuenta la protección del monumento.

### Familia y descendencia
Johann Conrad Schlaun provenía de una respetada familia burguesa de Schlaun o Sluyn o Sloun. Las diferentes ramas familiares procedíen de Geseke, Osnabrück, Rüthen, Ahden, Hildesheim, de la región de Tréveris e incluso de Holanda. Su política de matrimonios formaba un círculo casi cerrado, de modo que las mismas familias se ayudaban mutuamente. Sin embargo, Henricus Schluen, el padre de Johann Conrad, ya vivía a distancia de la familia Schlaun. Probablemente tenía conexiones familiares en Osnabrück con los Schlaun.
Del primer matrimonio de Johann Conrad Schlaun y Maria Catharina Bourel:
1. María Ana Gertrudis
2. María Magdalena
3. Clemens August Johannes Bernardus Erasmus Franciscus (nacido  el 27 de junio de 1726)

En su segundo matrimonio se casó con Ana Catalina Rehrmann y tuvieron:    
1. Martin Conrad (1741-26 de noviembre de 1809), Thesaurar del 1791-1809
2. Gerhard Mauritz, general de campo austriaco
3. María Ana Catalina
4. María Antonieta[3]

## Obras destacadas

Sonderbriefmarke zum 300. Geburtstag mit der St. Clemenskirche in Münster

Obras en Münster
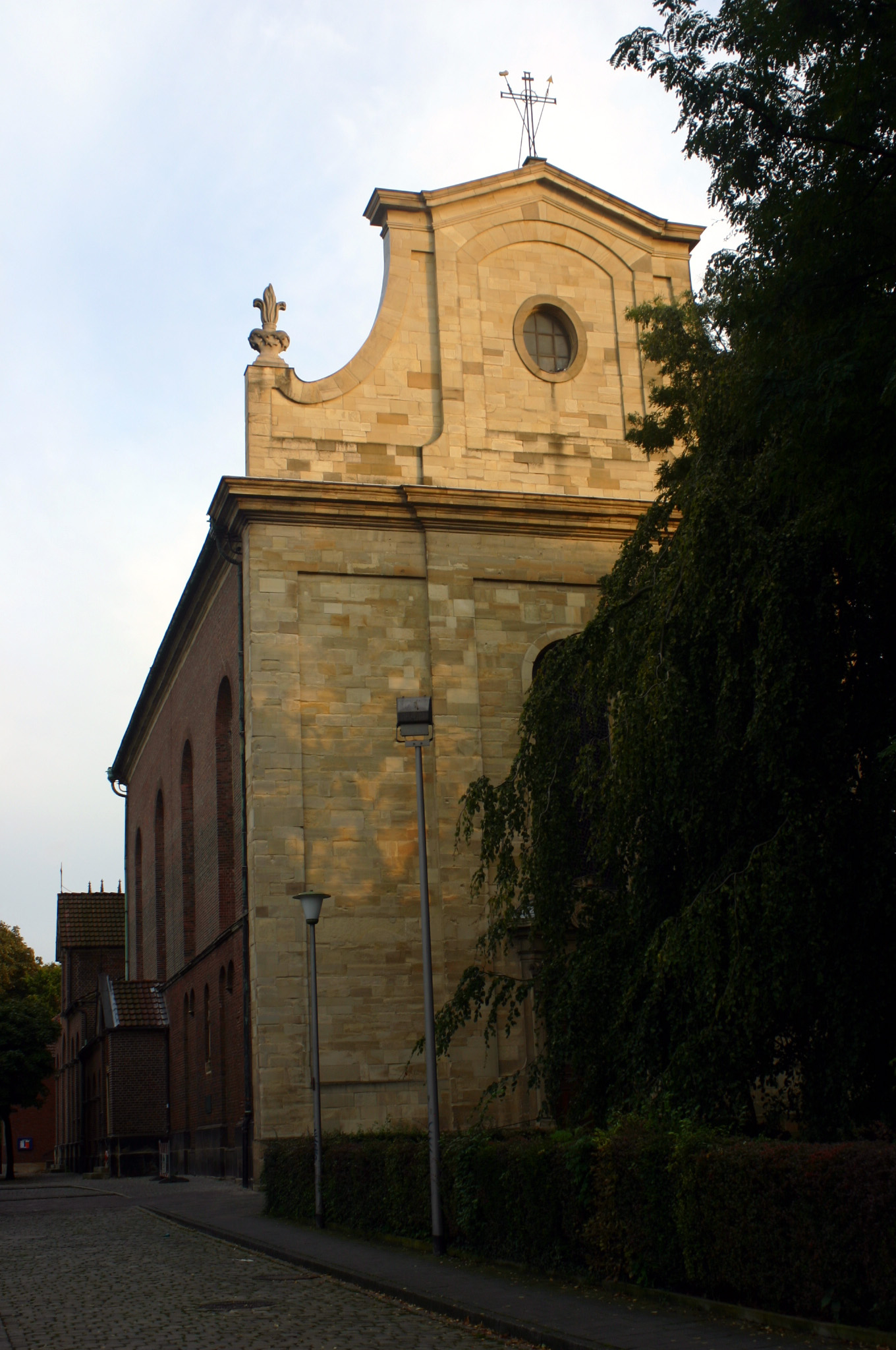
Aegidienkirche (1724-1728)
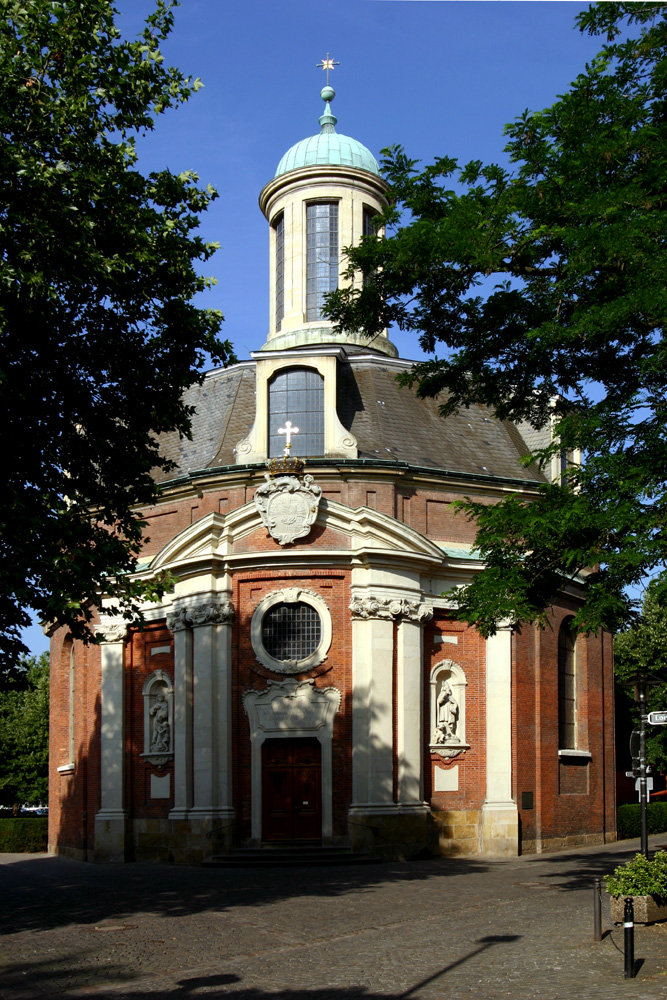
Clemenskirche (1745-1753)
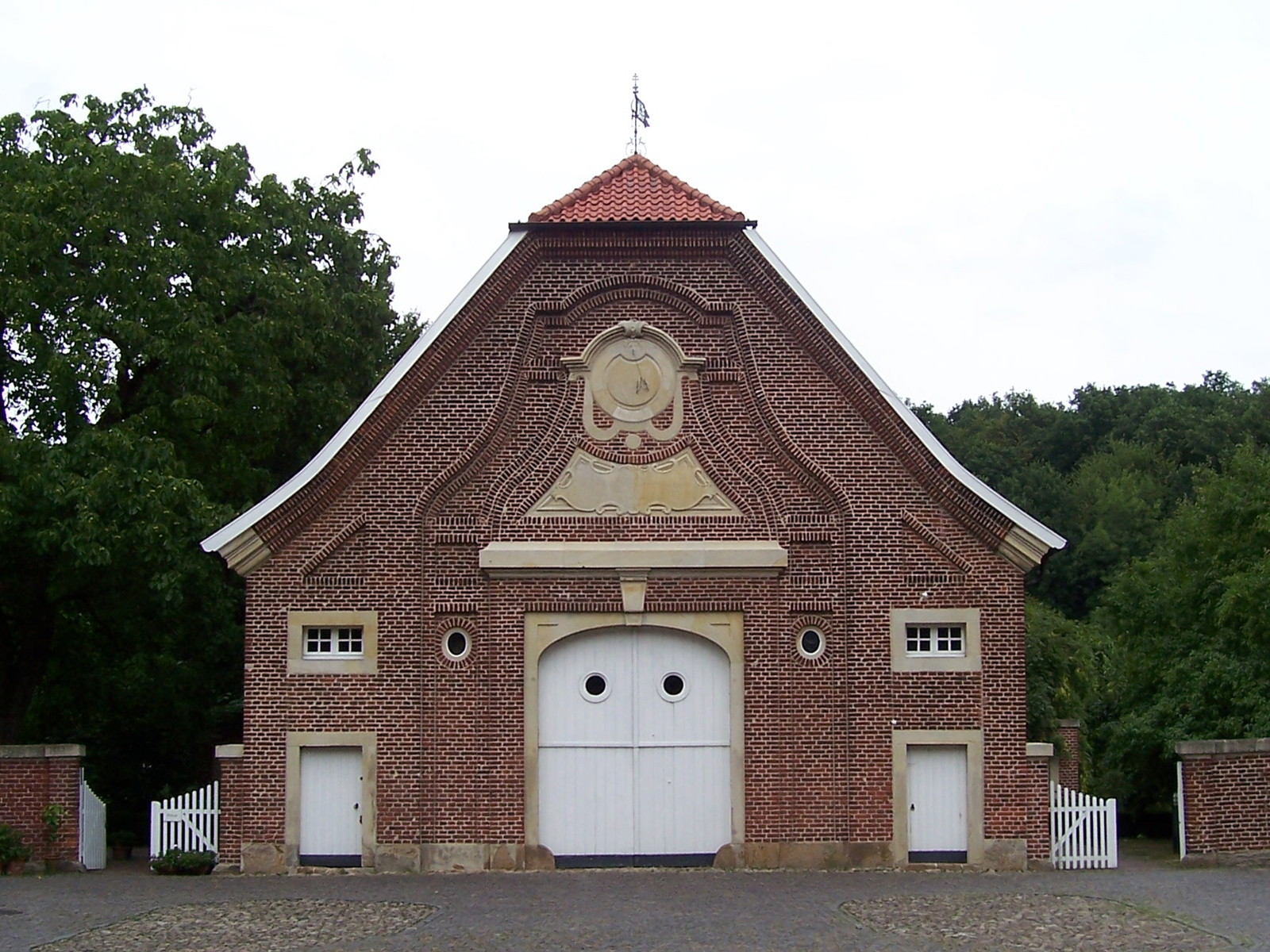
Haus Rüschhaus (1753-1757)
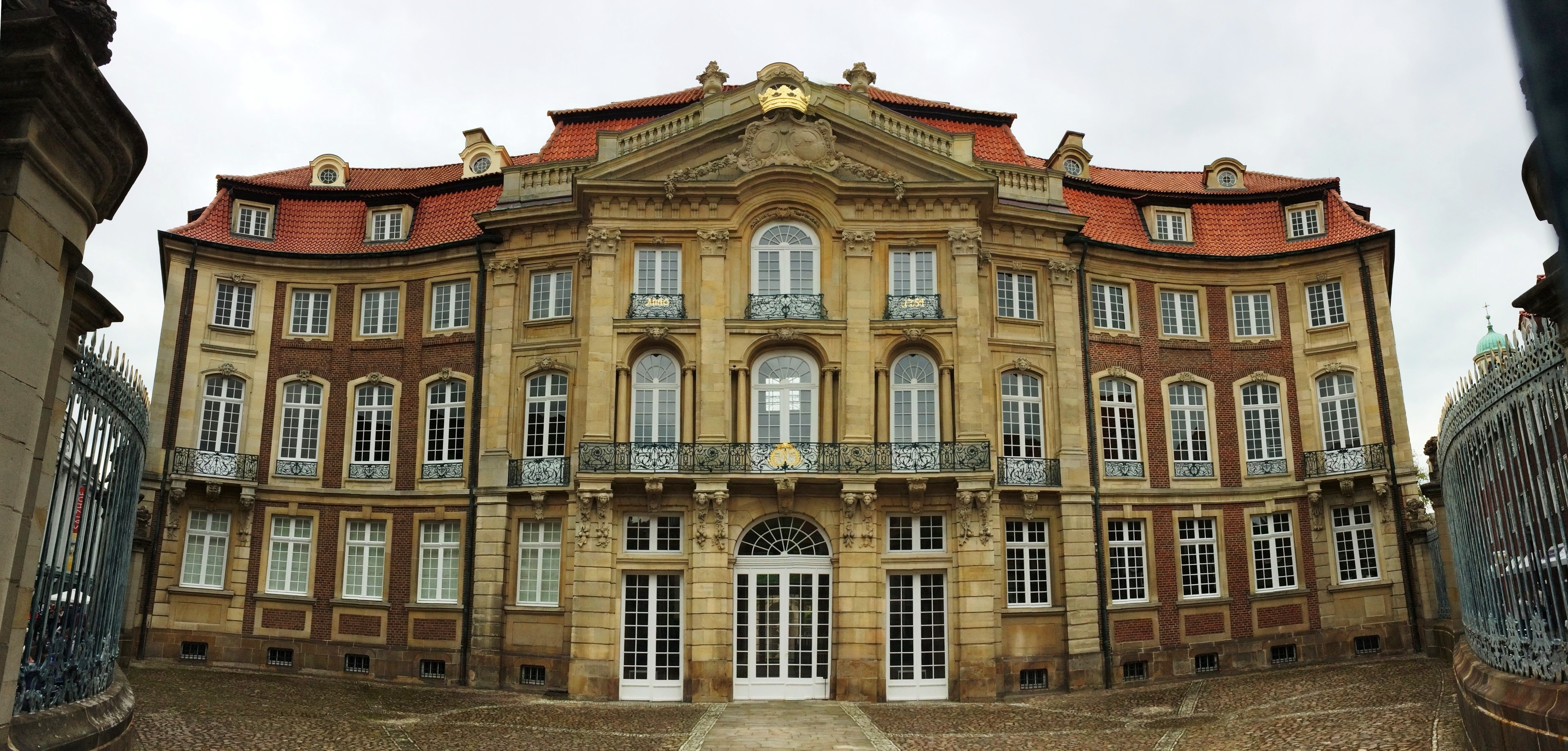
Erbdrostenhof (1755)
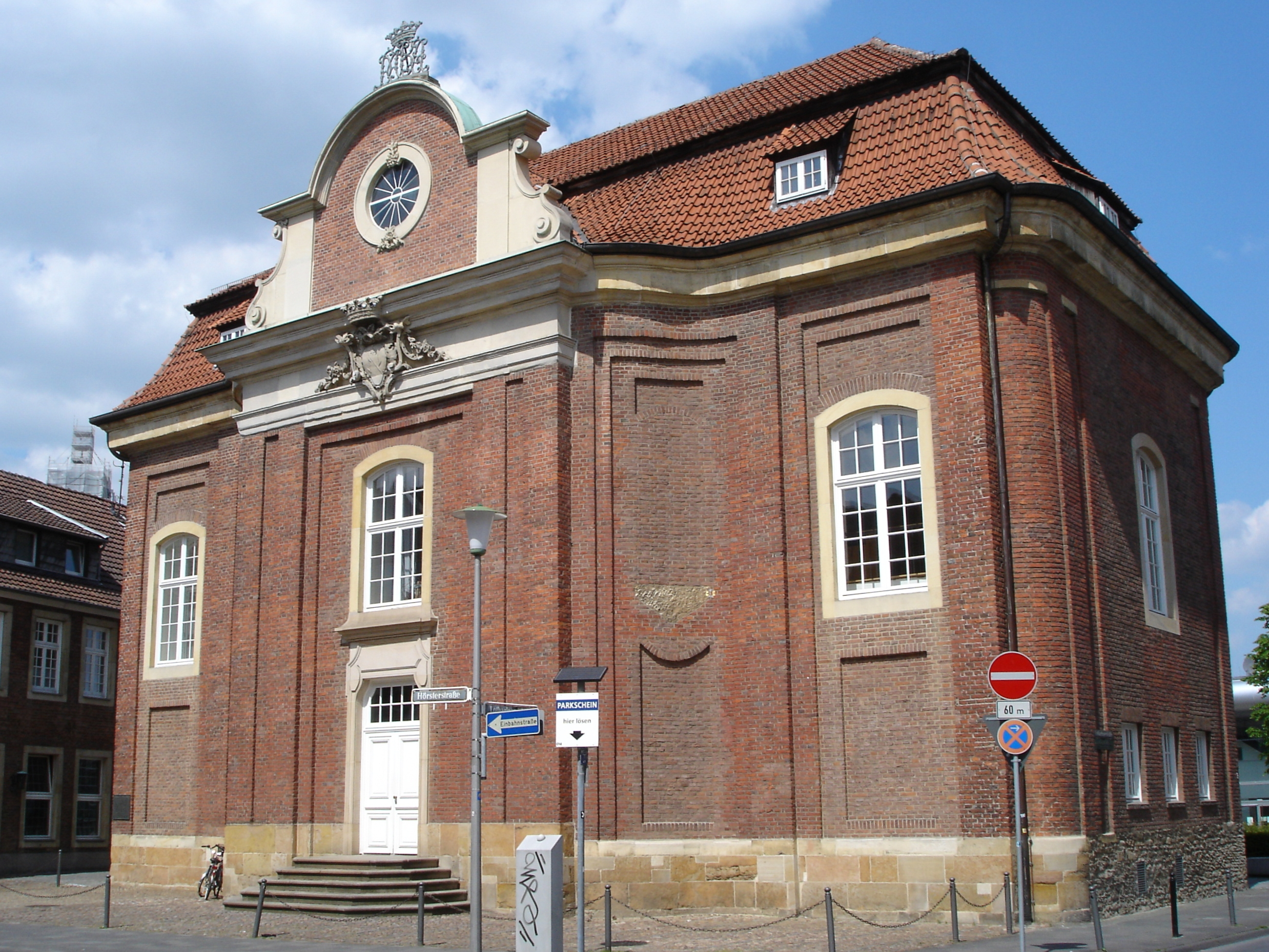
Lotharinger Kloster (1764-1768)
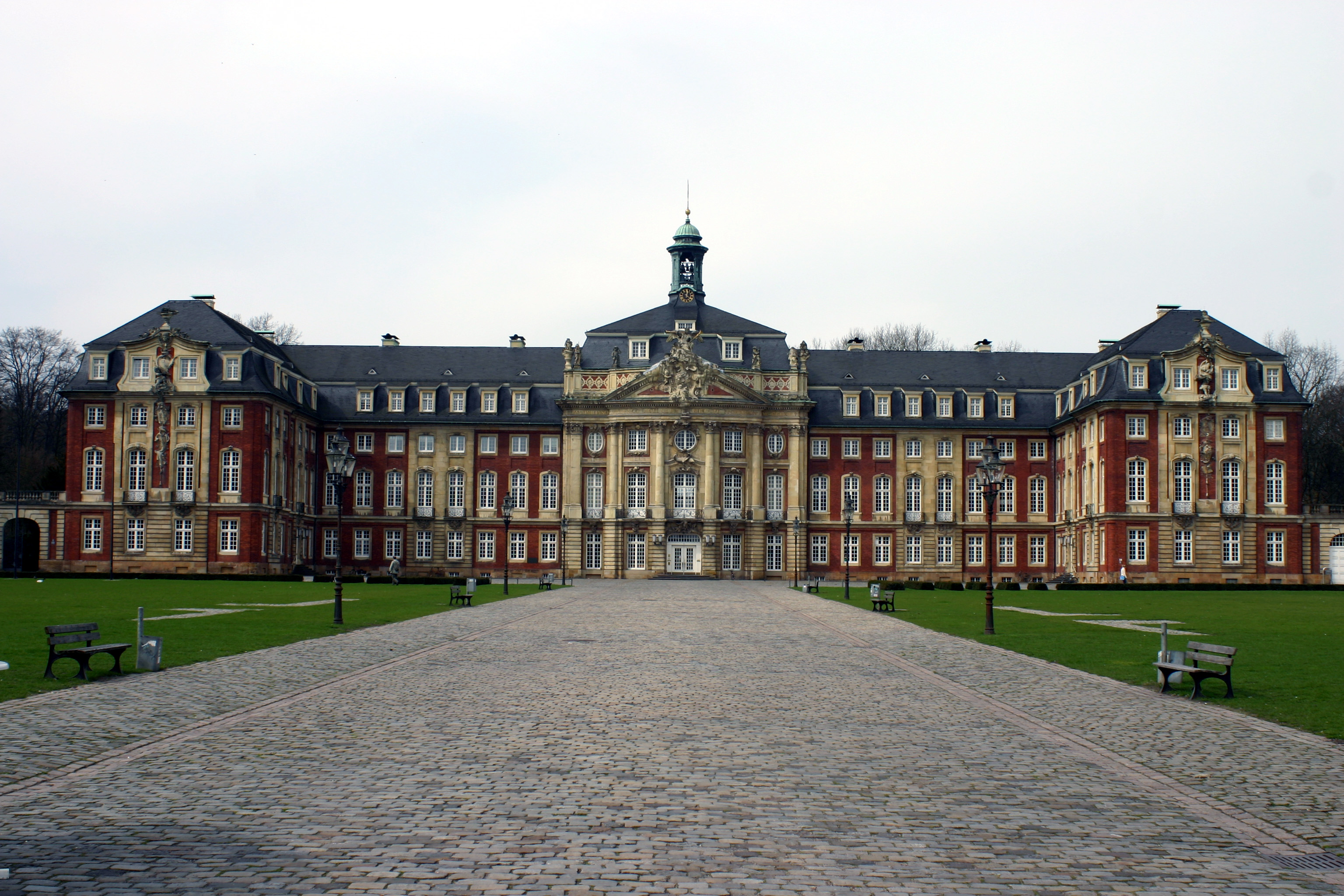
Fürstbischöfliches Schloss Münster (1767-1787)
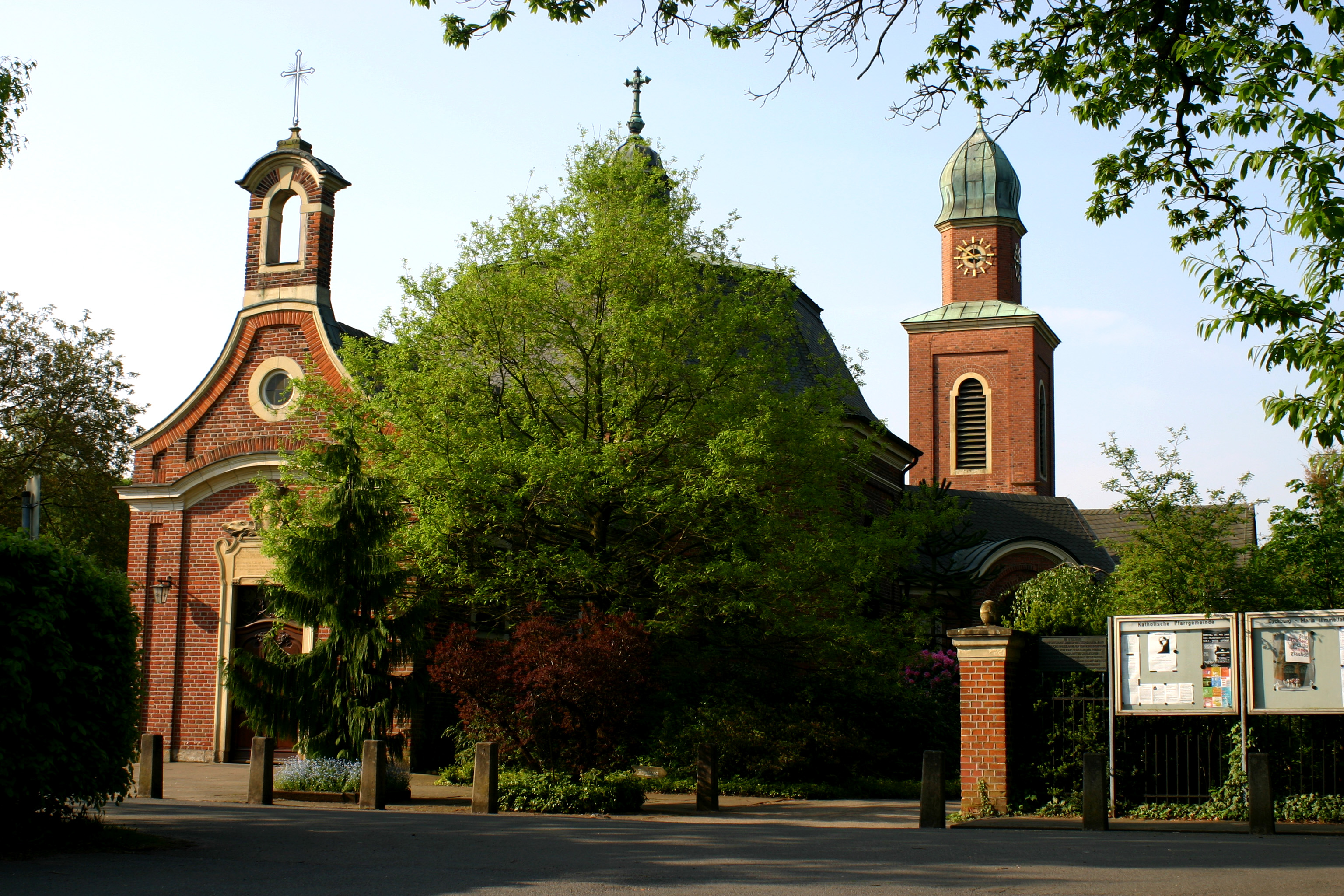
Dyckburg-Kirche und Loreto-Kapelle
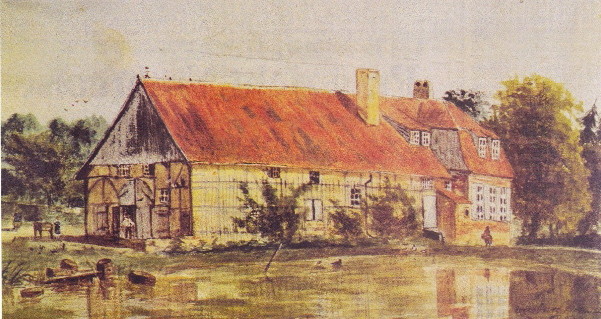
Wienburg (um 1765)
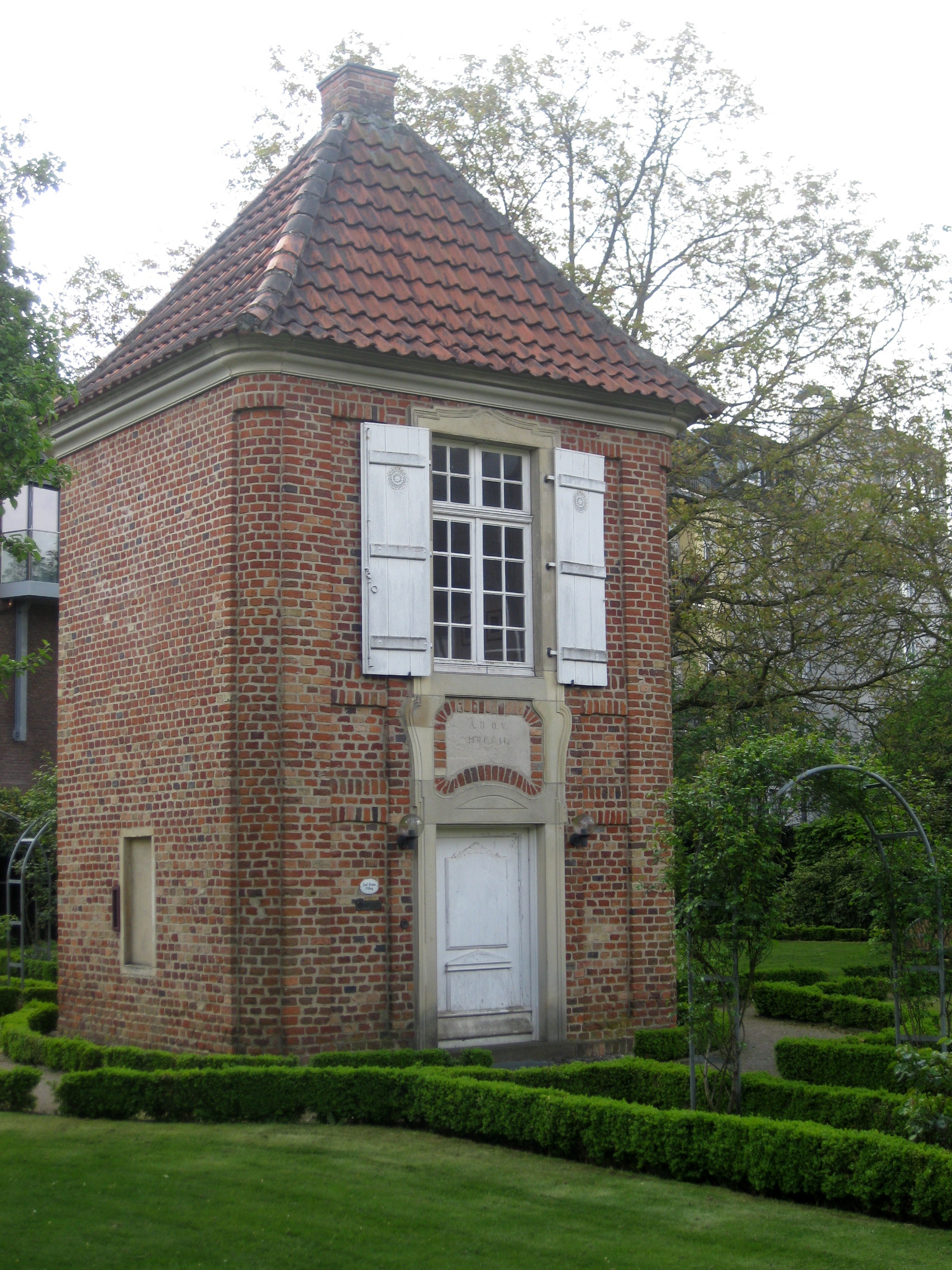
Gartenhaus in Münster (1749), Von-Kluck-Straße

- Mauritzer Pfarrhaus (um 1758)[5]

Otras obras
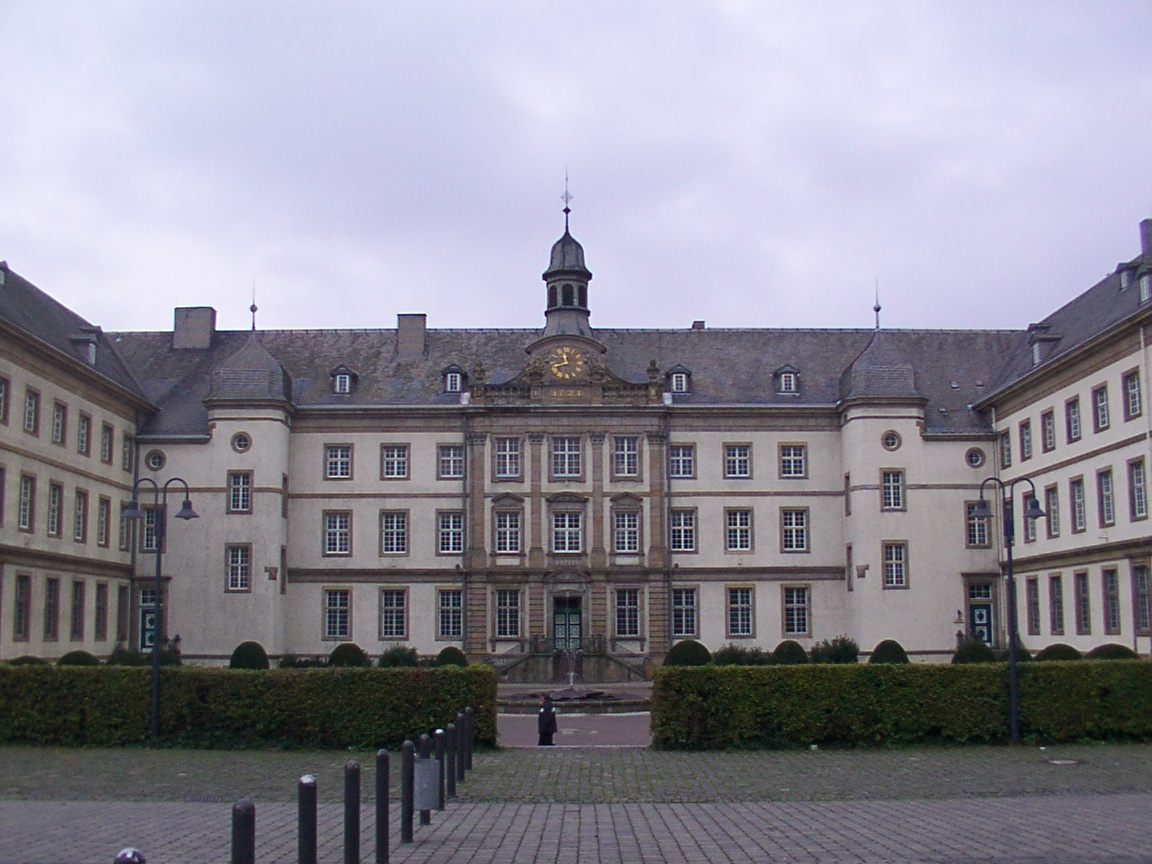
Colegio de los Jesuitas en Büren (1719−1728)
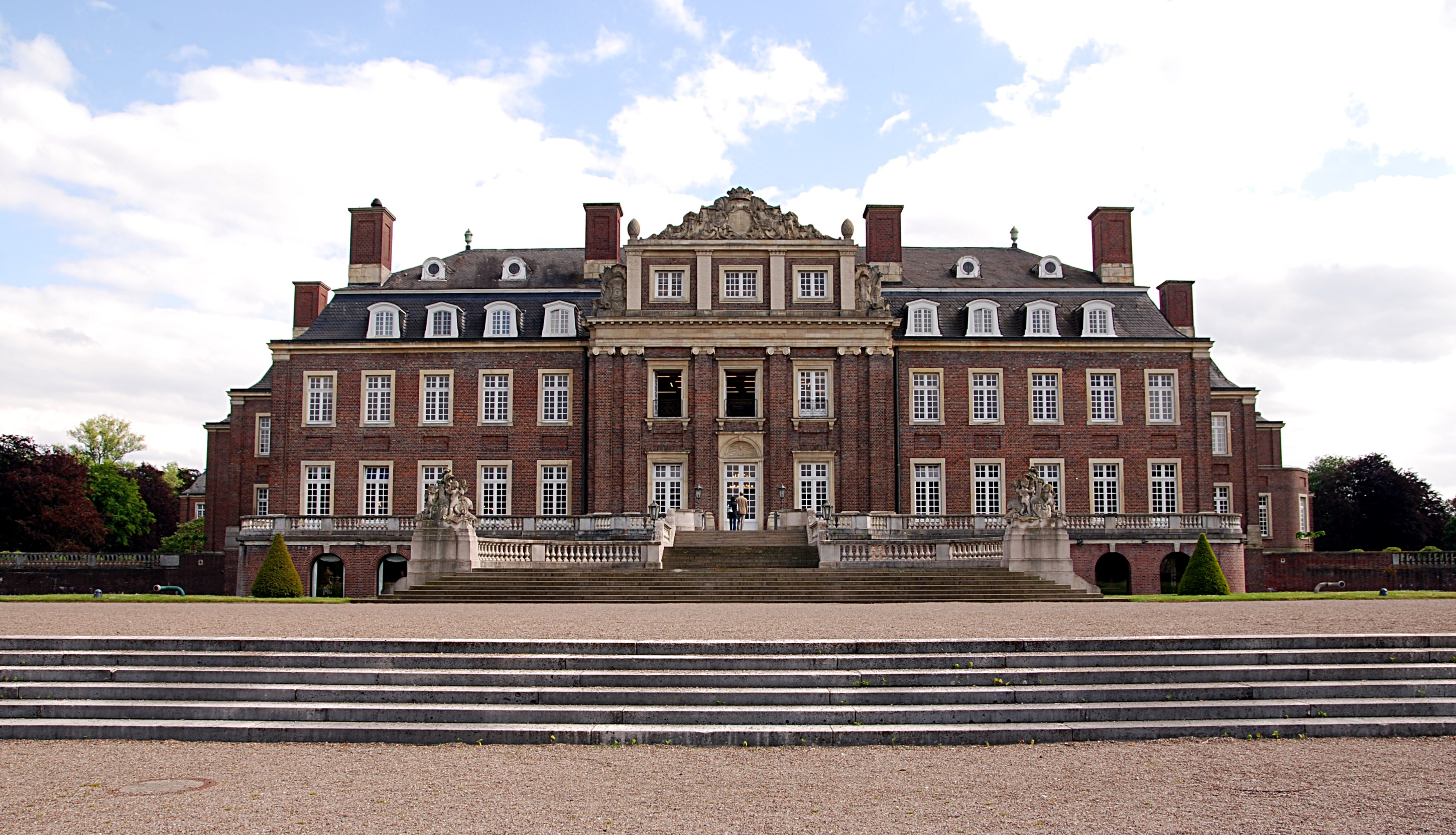
Castillo de Nordkirchen (1703-1734), desde 1724 Schlaun
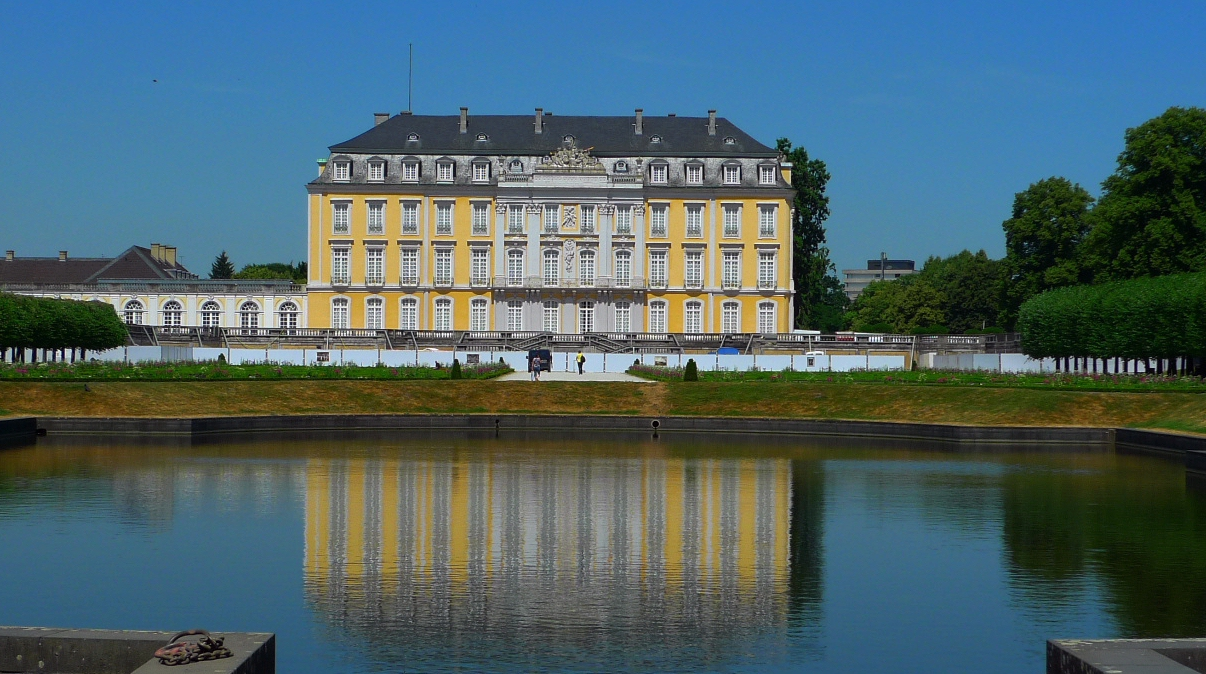
Castillo Augustusburg (desde 1725)
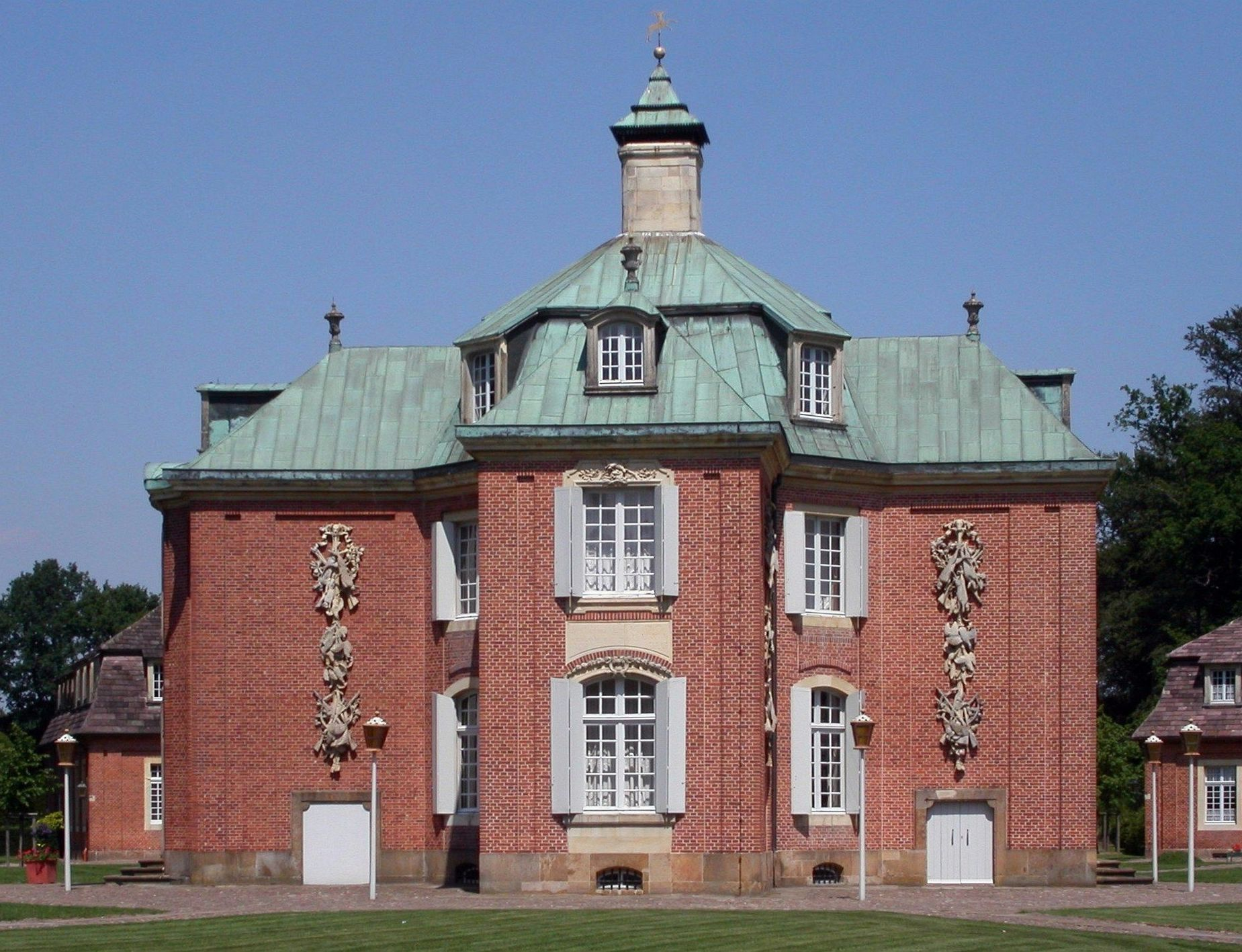
Jagdschloss Clemenswerth en Sögel (1737-1747)
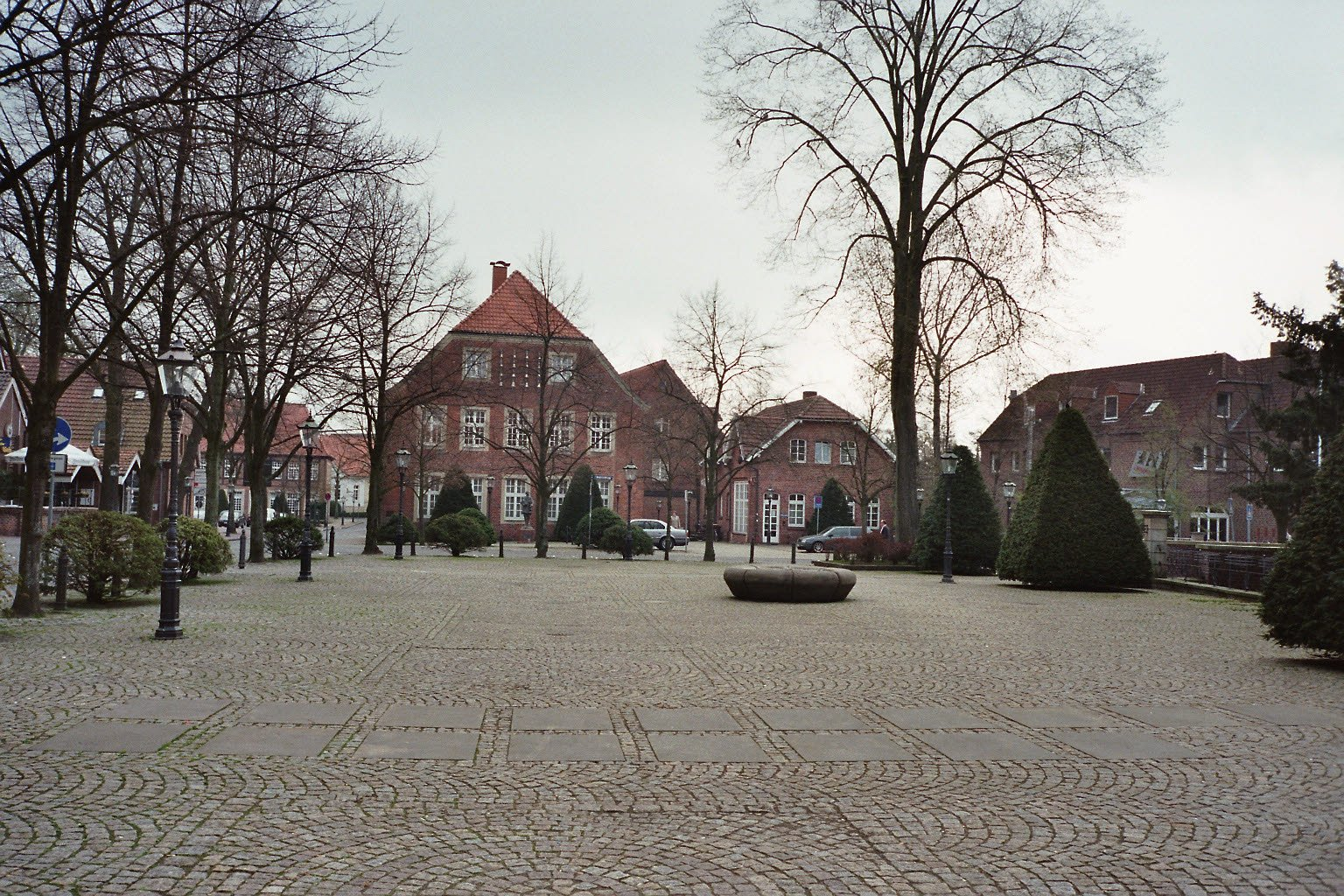
Centro histórico de Nottuln (desde 1748)
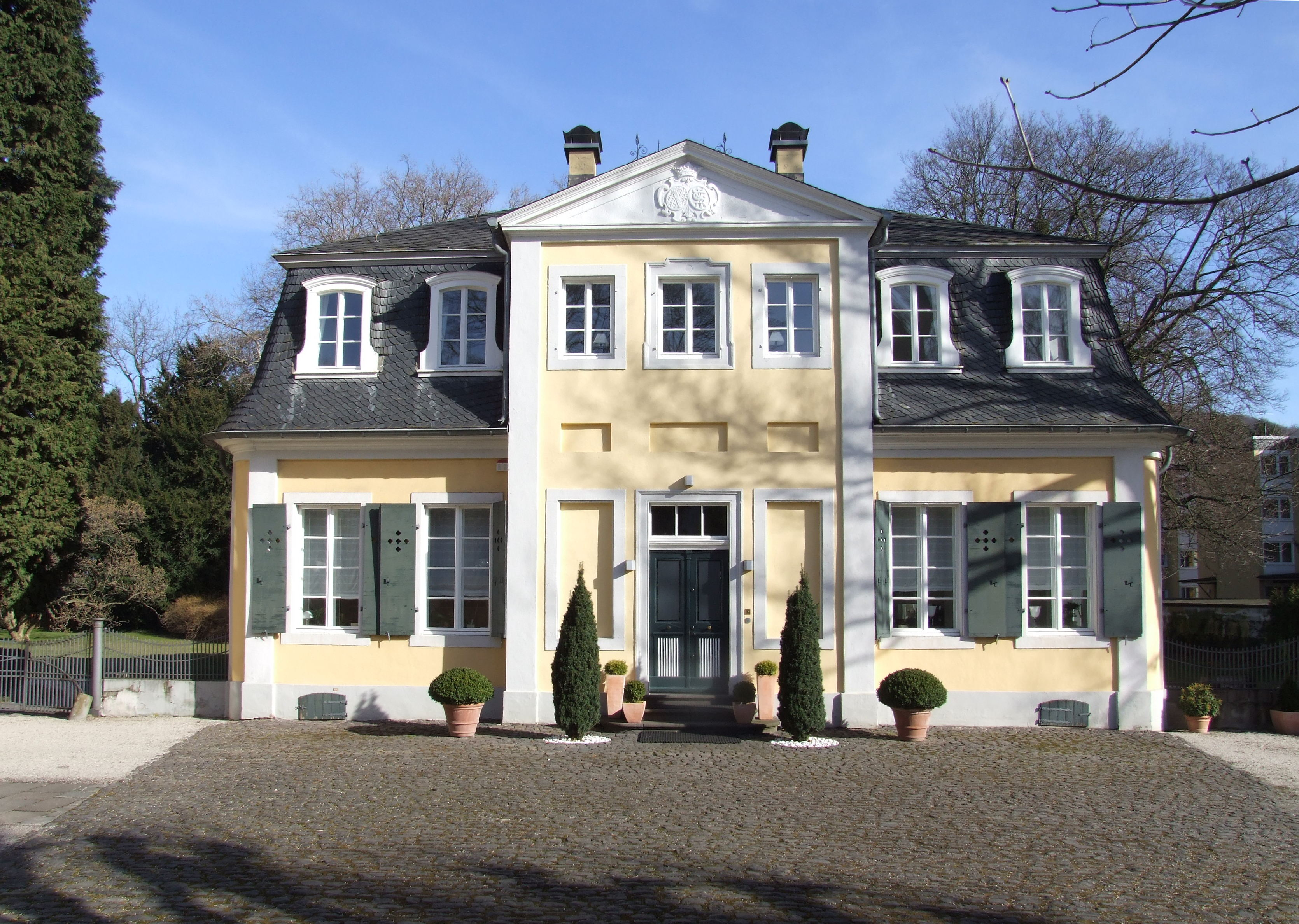
Lippesches Landhaus en Oberkassel (ca. 1755)
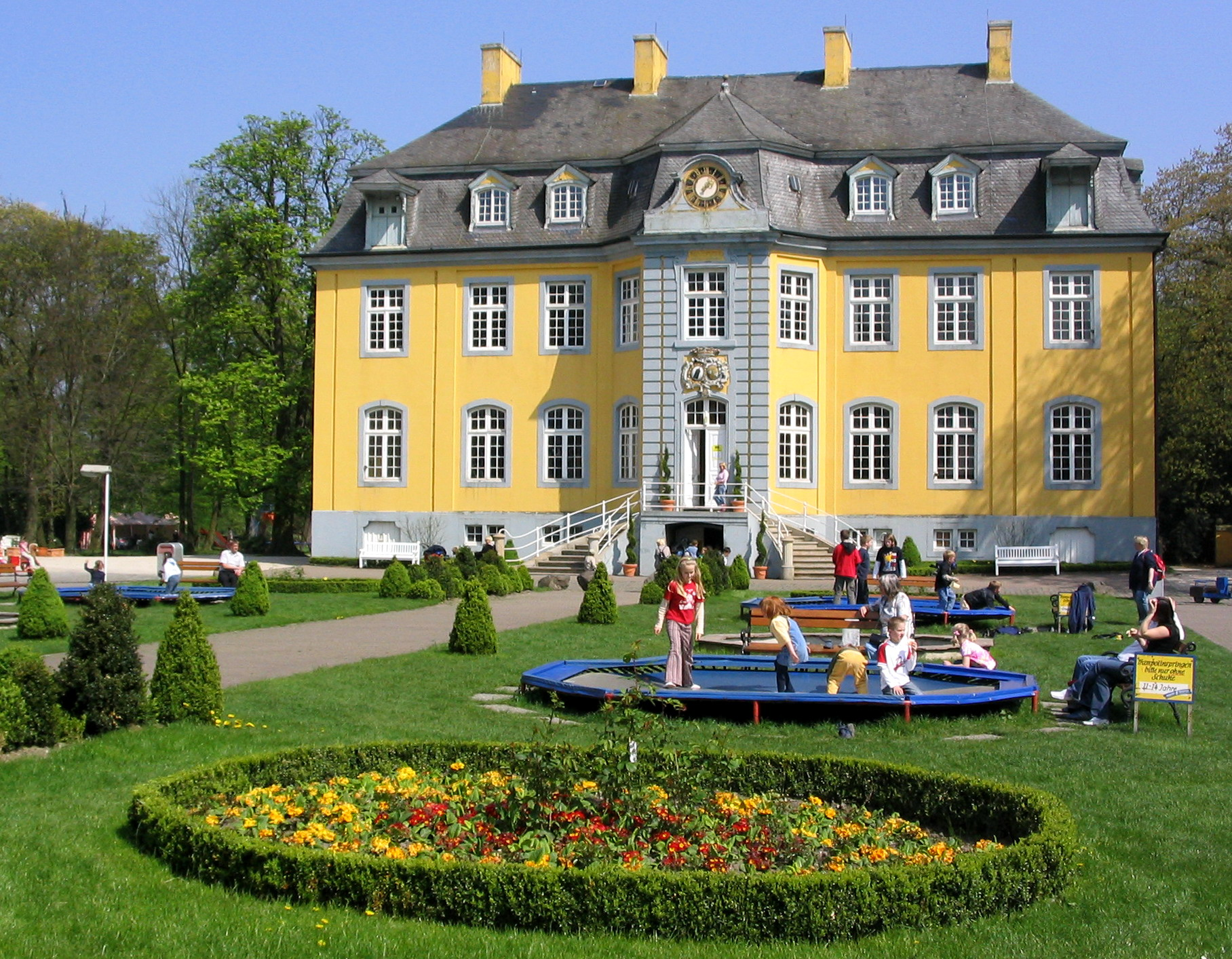
Schloss Beck en Bottrop (1766-1771)
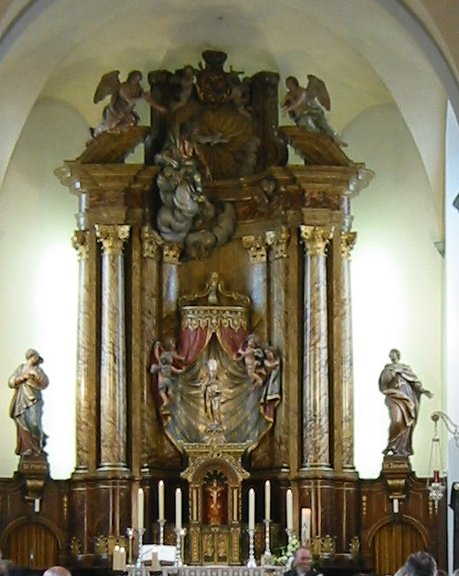
Equipo de la iglesia parroquial de St. Pankratius Nievenheim
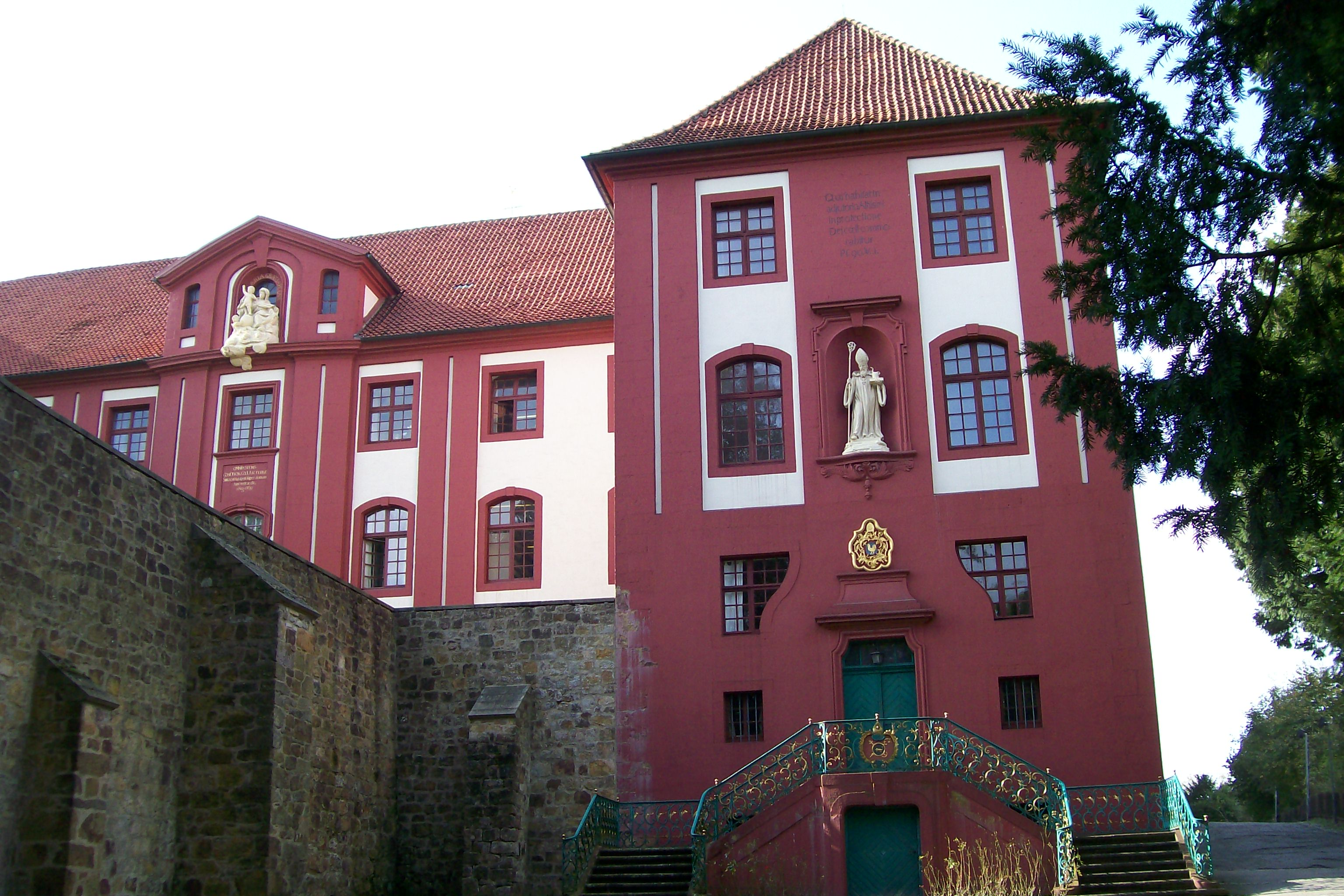
Klosterneubau Abadía benedictina de Klosterneubau en el castillo de Iburg
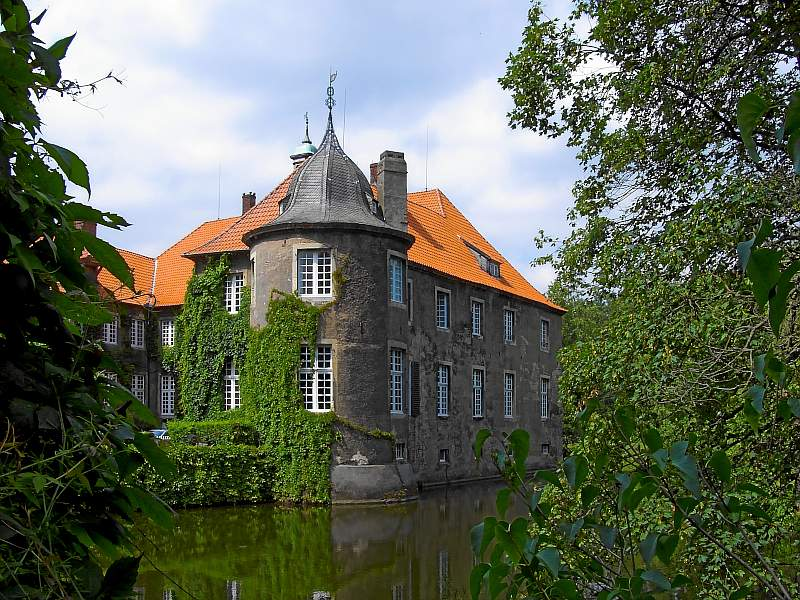
Remodelación y ampliación de la casa Itlingen

- Schloss Loburg cerca de Ostbevern (desde 1766), reconstruido en 1899;
- Palacios de Augustusburg y Falkenlust en Brühl;
- Capilla de San Miguel (Michaeliskapelle) en el castillo de Lembeck
- Kapuzinerkirche en Brakel, su primer trabajo;
- Iglesia parroquial de Santa Catalina en Rheder (cerca de Brakel), 1716-1718;
- Pfarrhaus en Delbrück, 1716;
- Färberei Eupen, para su suegro  Martin Rehrmann, 1745;[6]
- Diseño de la sala del coro de la iglesia parroquial de St. Lambertus en Ascheberg;
- Orangerie en el Schloss Eggermühlen;
- Klosterneubau Wittem, renovación del castillo de Neuburgo  la iglesia de Eys en Gulpen-Wittem (NED);
- Nueva construcción del ala sur del Schloss Velen 1744-1745 en Velen;
- Puente, patio y jardín en el Schloss Herzford en Lingen;
- Casa Schücking en Sassenberg;
- Casa  Ruhr en Gemeinde Senden-Bösensell, fue rediseñado en 1742 por Johann Conrad Schlaun;
- Casa Alvinghof construida en 1749 en Gemeinde Senden-Bösensell;
- Schloss Clemenswerth, en Sögel;
- Lippesches Landhaus (construido 1750-1760), Oberkassel;
- Plettenberger Hof, Bonn (gestión de la construcción de 1725 a 1729);
- Schloss Rösberg, Rösberg, 1729-1731;
- Puerta de Hirschberger, 1753 Diseñado por orden del elector  Clemens August. Originalmente perteneció al  Schloss Hirschberg. Hoy es la puerta de entrada al bosque de la ciudad de Arnsberg.[7]

- Obras de autoría dudosa, erróneamente atribuidas:

- la Johanneskapelle en Rietberg fue atribuida durante mucho tiempo a Schlaun. En 1973, se expresaron dudas sobre la autoría de Schlaun, que se pudo probar en 1978. Probablemente fue construido según los planes de un maestro de obras de Brno, probablemente Mauritz Grimm (1699-1757).
- La casa del jardín en la Haus Venne, en Drensteinfurt
- Capilla de Santa Ana, en Ostbevern

## Homenajes
El asteroide (6352) Schlaun fue nombrado así en su honor.